# Future (entreprise)
Pour les articles homonymes, voir Future.
Future est une société britannique. Elle est, en 2024, présente en Angleterre, aux États-Unis et en Australie. Durant un certain nombre d'années, Future est présente en Italie (Future Media Italy) avant d'être vendu à Sprea Editori en 2006 et en France (Future France), vendu à WM7 en 2007.

## Histoire
Future plc est créée en 1985 à Somerton, dans le sud du Somerset, par Chris Anderson avec le magazine Amstrad Action. En 1989, Future devient le plus important éditeur de magazines informatique en Grande-Bretagne.
En novembre 2020, Future annonce l'acquisition de Go Compare, un comparateur de services financier, pour 594 millions de livres. En décembre 2024, Future annonce la signature d'un contrat de partenariat avec OpenAI.

## Magazines notables

### En cours
- Music Radar
- PC Gamer[2]
- Edge[2]
- GamesRadar+[2]
- Retro Gamer[2]

### Arrêtés
- Amstrad Action
- ST Format
- Official Nintendo Magazine